# Hola, mare
|  | Aquest article tracta sobre la pel·lícula americana del 1970. Si cerqueu la pel·lícula xinesa del 2021, vegeu «Hi, Mom». |

 Hola, mare  (títol original en anglès: Hi, Mom!) és una pel·lícula estatunidenca dirigida per Brian De Palma el 1970, amb Robert De Niro.
La pel·lícula segueix les aventures del voyeur Jon Rubin (Robert De Niro), ja present en Greetings, el precedent llargmetratge de Brian De Palma. Ha estat doblada al català.

## Argument
Jon Rubin, veterà de la Guerra del Vietnam, és contractat per un productor de pel·lícula X per tal de filmar els seus veïns en els moments més íntims.

## Repartiment
- Robert De Niro: Jon Rubin
- Jennifer Salt: Judy Bishop
- Charles Durning: Charles Durnham
- Gerrit Graham: Gerrit Wood
- Abraham Goren: el pervers
- Peter Maloney: el farmacèutic
- Paul Bartel: Oncle Tom Wood
- Rutanya Alda: une dona del public de la seqüència Be black baby
- Paul Hirsch: Avery Gunnz

## Al voltant de la pel·lícula
- A la pel·lícula, el personatge de Robert De Niro, Rubin, fa una prova per al paper d'un policia en un grup de comediants-militants. Aquesta seqüència anuncia el monòleg de Taxi Driver (que Paul Schrader havia proposat en principi a De Palma):

| « | Are you talkin' to me ? | » |

 demanda un De Niro sobreexcitat a una escombra.
- Hi, Mom, ! és sobretot conegut per a la seva seqüència "Be Black, Baby", particularment cínica. Filmat càmera a l'espatlla, en blanc i negre, la seqüència veu un grup d'actors afro-estatunidencs maquillats en blanc posar a prova espectadors intrigats. Insultat, mig violat, apallissat, el públic (majoritàriament blanc) que participa en aquest projecte sabrà finalment el que és ser negre".
- En algunes còpies vídeo, la pel·lícula porta el títol de Les Nits de Nova York . Segons algunes fonts, aquest títol hauria aparegut en un principi sobre algunes còpies "pirates" de la pel·lícula. D'altra banda, la pel·lícula és coneguda sota altres títols, més o menys oficials: Confessions of a Peeping John , Blue Manhattan  Son of Greetings.[3]
- Ja en aquesta pel·lícula Brian De Palma mostra el seu afecte pel cinema d'Alfred Hitchcock, sobretot el costat "voyeur" de La finestra indiscreta.